# NGC 4966
NGC 4966 ist eine 13,2 mag helle Balkenspiralgalaxie mit aktivem Galaxienkern vom Hubble-Typ SBab im Sternbild Haar der Berenike, die etwa 315 Millionen Lichtjahre von der Milchstraße entfernt ist. Sie gehört zum Coma-Galaxienhaufen und wurde am 13. März 1785 von Wilhelm Herschel mit einem 18,7-Zoll-Spiegelteleskop entdeckt, der sie dabei mit „eF, vS, verified with 240 power, just N.f. a star 8 or 9m“ beschrieb.